# Henry Loaiza
Henry Loaiza Ceballos (Bolívar, Valle del Cauca, 4 de febrero de 1948) más conocido como El Alacrán es un narcotraficante colombiano que hizo parte del Cartel de Cali. Loaiza estuvo a cargo principalmente del aparato militar de la organización, pero también estuvo involucrado en el envío de drogas. Se entregó a las autoridades colombianas el 19 de junio de 1995.

## Condena
El 4 de agosto de 2006, un tribunal superior de Ibagué intentó liberar a Loaiza después de cumplir 11 de los 18 años de sentencia a prisión por la conformación de grupos paramilitares ilegales en los departamentos de Valle del Cauca y Tolima. El Instituto Nacional Penitenciario y Carcelario (INPEC) preguntó a la Fiscalía General y al Servicio de Seguridad del DAS si Loaiza tenía algún otro proceso judicial en su contra.
Un abogado local perteneciente a la Unidad de Vida e Integridad Personal en Ibagué ordenó una orden una vez más contra Loaiza por homicidio, producción, tráfico y posesión de armas y municiones ilegales. Fue acusado de participar en el asesinato del excapitán del ejército colombiano Ignacio Luis Arteaga el 28 de abril de 2004 en Ibagué. El Capitán Arteaga era Jefe de Seguridad de una compañía local llamada Cooperativa SERVIARROZ. Loaiza cumple actualmente su condena en una prisión del centro de Colombia ubicada en el pueblo de Cómbita, Boyacá.
El 19 de diciembre de 2006, Loaiza fue nuevamente acusado por las autoridades colombianas de ser responsable del homicidio de más de 100 personas, luego de ser coautor de la Masacre de Trujillo en Trujillo, Valle del Cauca para beneficiar a los carteles de Cali y Norte del Valle, sus envíos de drogas y lo referente al acaparamiento de tierras. La mayoría de los cuerpos fueron arrojados a las aguas del río Cauca.

## Libertad y nuevo arresto
Tras pasar 22 años en prisión, Loaiza salió en libertad en enero de 2017. Loaiza se mudó a la ciudad de Puerto Asís, donde se declaró cristiano y empezó a predicar y a hacer planes de construir una iglesia y una estación cristiana de radio. Este bajo perfil, sin embargo, estaba acompañado por constantes visitas por parte de desconocidos en motocicletas y carros de alta gama que empezaron a atraer la atención de las autoridades. Según éstas, inmediatamente después de su salida de la cárcel Loaiza empezó a tratar de recuperar el control de sus actividades ilícitas junto con una peligrosa banda criminal conocida como ‘la Constru,’ involucrada en el narcotráfico en el departamento de Putumayo, y acusada además de extorsión, tortura, asesinatos y descuartizamientos. Loaiza fue arrestado en Puerto Asís junto con otros 14 miembros de la banda el 26 de junio de 2019.